# Túpolev Tu-28
El Túpolev Tu-28 (en ruso: Ту-28/Ту-128, designación OTAN: Fiddler) fue un avión interceptor desarrollado por la Unión Soviética en los años 60, entrando en servicio en la Defensa Antiaérea Soviética (PVO) y siendo el interceptor todotiempo de mayores dimensiones del mundo. También recibió la designación 128 de la oficina de proyectos.

## Desarrollo

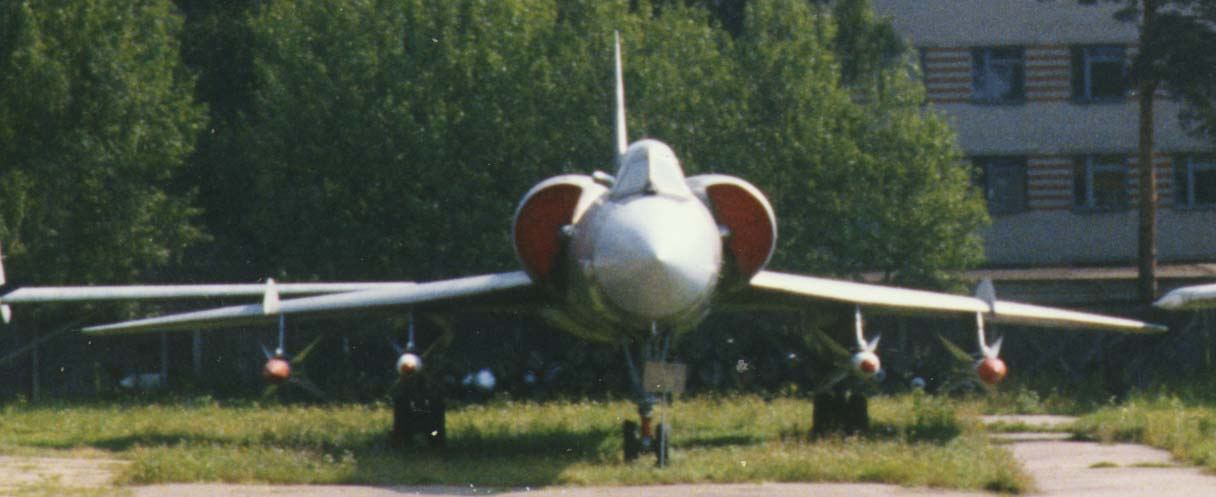
Prototipo del Túpolev Tu-28.

En 1955, la PVO emitió una especificación por un avión interceptor de largo alcance para defender el extenso territorio de la Unión Soviética, que al ser tan amplio sería imposible de crear una defensa antiaérea terrestre que asegurase todas las zonas del país y los países aliados, desde la frontera con Europa y los países miembros del Pacto de Varsovia hasta la frontera con China y Japón en la costa del Océano Pacífico. 
Para ello, Túpolev desarrolló un avión interceptor de gran tamaño, provisto de un radar potente y misiles aire-aire similar al bombardero Tu-105. El avión experimental, designado 128 por la oficina de proyectos (OKB), realizó su primer vuelo en 1959, y su versión operacional, el Tu-28P (Fiddler-A), comenzó a producirse en serie en 1963. Este fue reemplazado posteriormente por el Tu-128 (Fiddler-B).
El avión, basado en el diseño del modelo de bombardero supersónico fallido Tu-98 que nunca se construyó en serie, tenía unas alas en flecha largas, con el tren de aterrizaje principal en dos contenedores alares. Llevaba dos turborreactores Lyulka AL-7F-2 montados en el fuselaje, con un timón vertical de cola entre los motores gemelos, con un diseño especial para alta velocidad. 
A diferencia del bombardero supersónico Túpolev Tu-22, que ya estaba en plena producción en serie, no tenía una bodega interna para armas, que se transportaban en soportes externos bajo las alas, como un avión caza de combate convencional, dejando el fuselaje central para llevar los depósitos de combustible internos, lo que aumentaba su capacidad operativa y le permitía mantenerse en el aire durante largo tiempo, en misiones de patrulla muy extensas en las fronteras del país. El Tu-28P llevaba dos asientos en tándem, con cabinas separadas, entrando los pilotos por compuertas sobre la cabina de mando, con escaleras externas como en un caza de combate convencional y el avión espía Lockheed SR-71, que era un avión supersónico de similar peso y tamaño.
El Tu-102 llevaba un radar ventral, pero el Tu-28P de producción usaba un radomo en el morro del avión con un radar de búsqueda de banda I (8-10 GHz), conocido como Smerch (tornado, designación OTAN: "Big Nose"), con un alcance de detección de unos 50 km y un alcance de combate de 40 km. A pesar de su potente radar, el avión dependía de la coordinación de los radares en tierra para buscar sus blancos, determinar su posición, altura, velocidad y trayectoria, para interceptar a un avión enemigo a gran altitud operativa y lejos de las bases militares que debían ser defendidas, lo que era muy usual en esa época de la Guerra Fría, aunque no era un avión de caza diseñado para entrar en combate contra otros aviones caza, que eran más pequeños, ligeros y tenían mayor maniobrabilidad. 
En los años posteriores solía tener como pareja al avión de turbohélice Tu-126, en su variante de alerta aérea temprana, un avión subsónico de largo alcance con cuatro motores de hélices contrarrotativas de ocho palas, para detectar a los aviones enemigos en los lugares lejanos a las posiciones defendidas, que volaba junto al avión interceptor como un avión guía de ataque, algo muy adelantado para su época. Como interceptor, el Tu-28P podía enfrentarse en combate a gran velocidad contra un avión bombardero, desde una larga distancia y fuera del alcance visual del piloto, pero no tenía apenas equipo contra guerra electrónica, ni un receptor de alerta radar (RWR), como los nuevos interceptores de Sujoi.
El Tu-28 era un interceptor puro, y con su alta carga alar, aviónica convencional y pobre visibilidad, además de su peso, lo hacían poco ágil para entrar en combate contra otros aviones caza, por su gran tamaño y peso, comparable a un avión bombardero pero con alas en flecha más extendidas hacia atrás con un diseño especial para alta velocidad. Su tarea principal era interceptar, combatir y derribar a los bombarderos de la OTAN como el B-52.
El armamento del Tu-28 consistía en cuatro misiles aire-aire de gran tamaño Bisnovat R-4 (AA-5 Ash), generalmente dos R-4R con guía semi-radar y dos R-4T infrarrojos, estando los primeros en los soportes externos de las alas y los segundos en los internos, muy cerca del fuselaje central. Estos misiles eran de más de 5 metros de largo y 490 kg de peso, con un alcance de más de 25 km, algo muy avanzado para su época; lo que hizo fuera el primer avión de combate con capacidad de ataque más allá del alcance visual del piloto. A pesar de ser misiles obsoletos en pocos años, no fueron reemplazados por armas más modernas durante su producción en serie, en plena Guerra Fría.
La producción del Tu-128 finalizó en 1970, fabricándose un total de 188 unidades, de las que dos tercios permanecieron en servicio durante los años 80, en plena Guerra Fría, como avión interceptor supersónico de largo alcance para enfrentarse a bombarderos enemigos. Además, se fabricaron diez aviones de entrenamiento en 1971 y cuatro fueron convertidos a partir de cazas, con la designación Tu-128UT, con una cabina adicional delante de la del piloto, reemplazando al radar, en un fuselaje extendido con un bulto bajo la cabina de mando. Los tres tripulantes accedían desde la parte superior del fuselaje con escaleras externas, como en el avión bombardero supersónico Convair B-58 Hustler. El Tu-128 fue abandonado poco a poco en favor de otros aviones más modernos, que entraron en servicio activo para cumplir su misma misión, como el interceptor supersónico Mikoyan-Gurevich MiG-25 y luego el más moderno Mikoyan MiG-31, que tenían mayor velocidad, eran más maniobrables y tenían mayor capacidad de combate, aunque algunos siguieron en servicio incluso hasta 1990. Los proyectos de actualización, designados como Tu-138 y Tu-148, fueron abandonados por su alto coste de producción, limitaciones del diseño y porque la línea de producción estaba ocupada con la construcción en serie de los bombarderos supersónicos Tu-22.

## Diseño
Se trataba de un avión de caza grande y pesado, de diseño bimotor y biplaza, de vuelo supersónico, largo alcance y capacidad para volar a gran altitud, diseñado para interceptar bombarderos enemigos.
Los dos tripulantes de la aeronave, piloto y copiloto, ingresaban por la parte superior de la cabina de mando mediante escaleras externas, de forma similar a un avión caza convencional; tenía una versión de tres plazas para el entrenamiento de pilotos que nunca se fabricó en serie.
Su vida operativa fue muy corta, debido al alto coste de mantenimiento de un avión supersónico, el desgaste de los motores y la fatiga sobre las alas en los vuelos a velocidad supersónica y a gran altitud operativa, y por la entrada operativa del nuevo interceptor Mikoyan-Gurevich MiG-25.
Las alas principales eran de tipo flecha, instaladas en la parte baja del fuselaje central, con diedro negativo para tener mayor capacidad de sustentación y tenían cuatro soportes de carga de armas para transportar cuatro misiles.
El tren de aterrizaje principal tenía unas unidades principales con cuatro ruedas a cada lado y se plegaban en contenedores bajo las alas, de forma similar al diseño del bombardero supersónico Túpolev Tu-22 y el bombardero subsónico Túpolev Tu-95, fabricados por la misma empresa; el tren delantero tenía dos ruedas y se plegaba bajo la cabina de mando, era de diseño alto y reforzado para soportar el peso del potente radar, la cabina biplaza y el peso de la aeronave; necesitaba un gran ángulo de ataque y velocidad durante las maniobras de despegue y aterrizaje, en pistas de aterrizaje muy largas.
Las toberas de admisión de aire a los motores gemelos eran grandes y se extendían bien adelante del fuselaje central, hasta los costados de la cabina de mando, con un control de flujo de aire supersónico fijo, en forma parecida al bombardero supersónico francés Dassault Mirage IV, para controlar las grandes presiones de aire que ingresaban a los motores a velocidad supersónica y volando a gran altitud. Durante las maniobras de despegue y aterrizaje se podían abrir unas tomas de aire auxiliares en los costados de los motores, en los conductos de admisión de aire, para aumentar su potencia, algo poco conocido en su época, pero que luego muy común en los aviones supersónicos diseñados en años posteriores.  
Fue el primer intento de la empresa Túpolev en participar en el diseño de aviones de combate pesados y de largo alcance para el gobierno, los trabajos comenzaron en 1958, basado en un prototipo único existente del bombardero supersónico fallido que nunca se construyó en serie, el Tu-98, que sería el reemplazo programado del bombardero pesado Túpolev Tu-95, según las propuestas de los técnicos y la tendencia de la época de fabricar aviones de caza más grandes y veloces, para enfrentarse a los nuevos diseños de aviones de caza occidentales que se podrían fabricar en serie en el futuro, en el programa TFX de comienzos de la década de 1960, con la filosofía de diseño de cazas que se concentraba en la velocidad, potencia y uso de misiles aire-aire.
Estos veloces aviones de combate serían el futuro de la defensa aérea en la segunda mitad de la Guerra Fría, como el proyecto del avión espía Lockheed SR-71, que se sospechaba sería un interceptor supersónico, el proyecto del caza supersónico Convair F-106 Delta Dart de Estados Unidos, el caza supersónico sueco Saab 37 Viggen, el caza supersónico británico English Electric Lightning y el diseño experimental del caza canadiense Avro Canada CF-105 Arrow, que finalmente nunca se fabricó en serie, y que se supone serían la norma de diseño de los aviones de caza en el futuro, que volarían a velocidad supersónica y con mayor altitud operativa. 
Con su peso máximo de 43 toneladas, fue el caza interceptor más pesado en entrar en servicio durante la época de la Guerra Fría, del que no se construyeron muchas unidades en serie por su alto coste de producción y mantenimiento, su coste por hora de vuelo y sus limitaciones en su diseño, y porque al final no se construyeron los nuevos diseños de aviones de caza supersónicos occidentales, que serían tan grandes y pesados como el diseño original propuesto por la empresa Túpolev como el futuro del combate de aviones de caza supersónicos.
Debido a la aparición de nuevos misiles de defensa y aviones supersónicos de menor tamaño, que se podían fabricar en serie en mayores cantidades, estos grandes aviones de caza supersónicos de largo alcance quedaron obsoletos y no se continuó con su desarrollo, debido a su función muy específica de enfrentarse en combate a objetivos enemigos lejanos, en caso de una guerra convencional o nuclear; pero recientemente, con los acuerdos de limitación de armas estratégicas START II entre Rusia y Estados Unidos para desmantelar los misiles, se ha iniciado un nuevo programa de diseño y desarrollo para la construcción de nuevos aviones supersónicos de largo alcance, donde los nuevos diseñadores de modernos aviones de combate supersónicos han regresado a buscar las soluciones a los problemas aerodinámicos que se presentan a velocidades supersónicas en aviones de largo alcance, que los técnicos encontraron y solucionaron con éxito en su época.

## Historia operacional
Es un avión de caza poco conocido en Occidente, no se exportó a otros países por su misión específica de defender los lugares lejanos de un país tan extenso como la Unión Soviética, su fabricación en serie fue muy limitada por el alto coste de producción y las misiones, muy específicas, en las que debía operar. Los únicos informes de combate del Tu-28 publicados fueron la destrucción de globos de reconocimiento de la OTAN, pero las operaciones de interceptación contra misiones de reconocimiento de aviones enemigos o aviones de espionaje no fueron publicadas, y los posibles incidentes en las fronteras del país no han sido revelados.

## Variantes

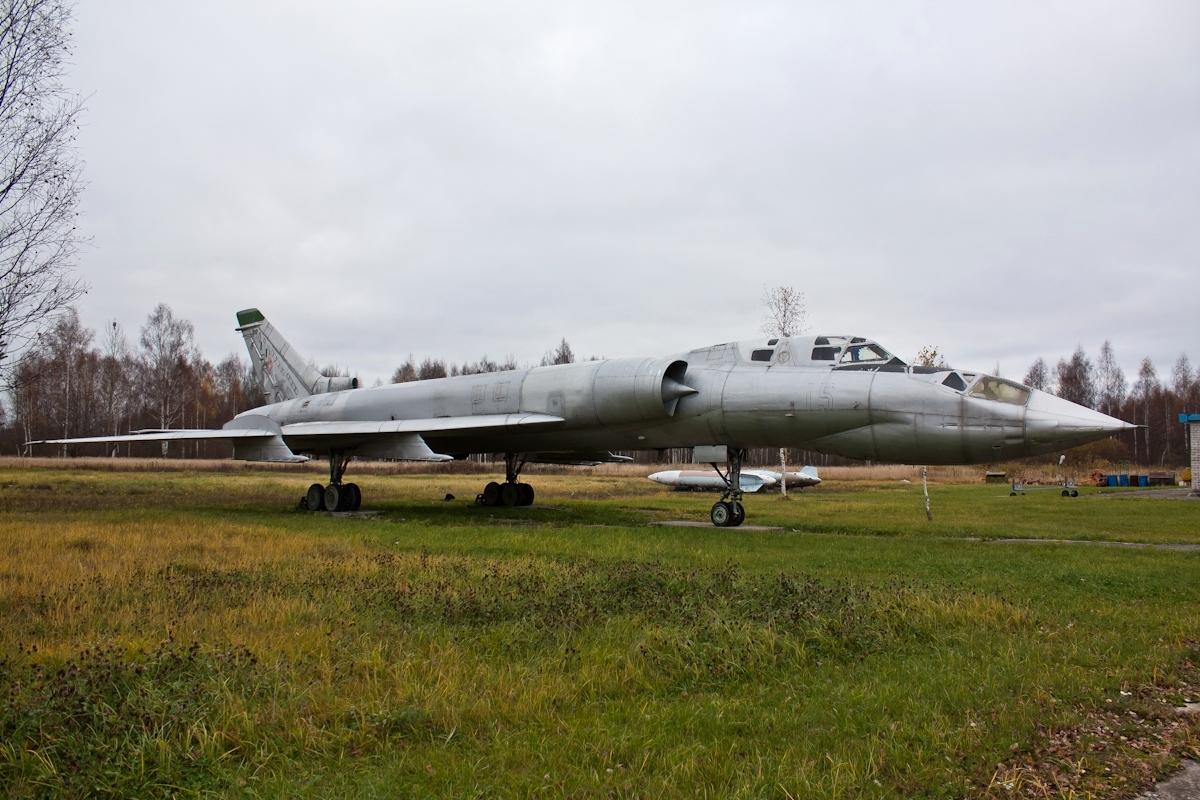
Túpolev Tu-128UT.

Tu-28 ('Fiddler-A'), prototipo
Avión de pruebas de desarrollo, uno construido. La designación de la OKB fue 128. En Occidente, Fiddler-A fue la designación usada para todos los aviones con aletas ventrales gemelas (incluye un prototipo y unos pocos aviones de producción inicial (quizá dos aviones)).
Tu-128 (también conocido como Tu-28; 'Fiddler-B')
Versión principal, desplegado operacionalmente por primera vez en 1964 (o 1966, las fuentes difieren). La designación militar fue al principio Tu-28, pero los aviones existentes fueron redesignados en 1963. Todo el sistema de armas (avión, radar, misiles) fue designado Tu-128S-4. En las fuentes occidentales, pero no en las soviéticas, a menudo más precisas pero erróneas, la designación de esta versión se menciona como Tu-28P o Tu-128P.
Tu-128UT (también conocido como Tu-28UT)
Versión de entrenamiento con cabina adicional por delante de la normal, en lugar del radar. Diez construidos y cuatro convertidos desde interceptores estándar.
Tu-128M
Modernización de 1979 de casi todos los aviones existentes para una mejor interceptación a baja altitud. Desarrollo originado en 1970. Los motores y la estructura no fueron alterados. La designación completa de todo el sistema de armas era Tu-128S-4M. Contenía un nuevo radar RP-SM Smerch-M, y un nuevo juego de misiles: R-4RM más R-4TM.

### Abandonadas
Tu-28A
Nuevo desarrollo, abandonado.
Tu-28-80
Designación de desarrollo, abandonado.
Tu-28-100
Designación de desarrollo, abandonado.
Tu-138
Nuevo desarrollo, abandonado.
Tu-148
Nuevo desarrollo, alas de geometría variable, abandonado.

## Operadores
Unión Soviética
- Tropas de Defensa Aérea[5]

## Especificaciones
Referencia datos: Tu-28

### Características generales
- Tripulación: Dos (piloto y operador de radar)
- Longitud: 27,2 m (89,2 ft)
- Envergadura: 18,1 m (59,4 ft)
- Altura: 7 m (23 ft)
- Superficie alar: 80 m² (861,1 ft²)
- Peso vacío: 24 500 kg (53 998 lb)
- Peso cargado: 40 000 kg (88 160 lb)
- Planta motriz: 2× Turborreactor Lyulka AL-7F-2.
  - Empuje normal: 107,9 kN (11 003 kgf; 24 257 lbf) de empuje cada uno.

### Rendimiento
- Velocidad máxima operativa (Vno): 1740 km/h (1081 MPH; 940 kt) (Mach 1,65) a alta cota
- Alcance: 3200 km (1728 nmi; 1988 mi)
- Techo de vuelo: 19 500 m (63 976 ft)
- Régimen de ascenso: 125 m/s (24 606 ft/min)
- Carga alar: 500 kg/m² (102,4 lb/ft²)
- Empuje/peso: 0,55

### Armamento
- Misiles: 

  - 4x Bisnovat R-4 (generalmente 2 R-4R guiados por radar y 2 R-4T guiados por infrarrojos)

## Aeronaves relacionadas

### Desarrollos relacionados
- Túpolev Tu-98
- Túpolev Tu-22

### Aeronaves similares
- Avro Canada CF-105 Arrow
- Convair F-106 Delta Dart
- McDonnell F-101B Voodoo
- North American XF-108 Rapier
- Lavochkin La-250

### Secuencias de designación
- Secuencia Tu-_ (interna de Túpolev): ← Tu-20/Tu-95 - Tu-22 - Tu-22M/Tu-26 - Tu-28/Tu-128 - Tu-70 - Tu-72 - Tu-75 -- Tu-125 - Tu-127 - Tu-135 - Tu-138 - Tu-148 - Tu-155 - Tu-156 - Tu-161 →